# 勒德兰盖姆
勒德兰盖姆（法語：Ledringhem，法語發音：[lədʁɛ̃ɡɛm]）是法国上法蘭西大區北部省的一个市镇，属于敦刻尔克区。

## 地理
勒德兰盖姆（50°51'17"N, 2°26'27"E）面积7.01 平方千米，位于法国上法蘭西大區北部省，该省份为法国最北部的省份及最长的省份，西北濒北海，西接加来海峡省，南至埃纳省和索姆省，东与比利时接壤。
与勒德兰盖姆接壤的市镇（或旧市镇、城区）包括：埃斯凯尔贝克、沃尔穆特、泽盖尔斯卡佩勒、泽尔默泽勒、阿尔内克。
勒德兰盖姆的时区为UTC+01:00、UTC+02:00（夏令时）。

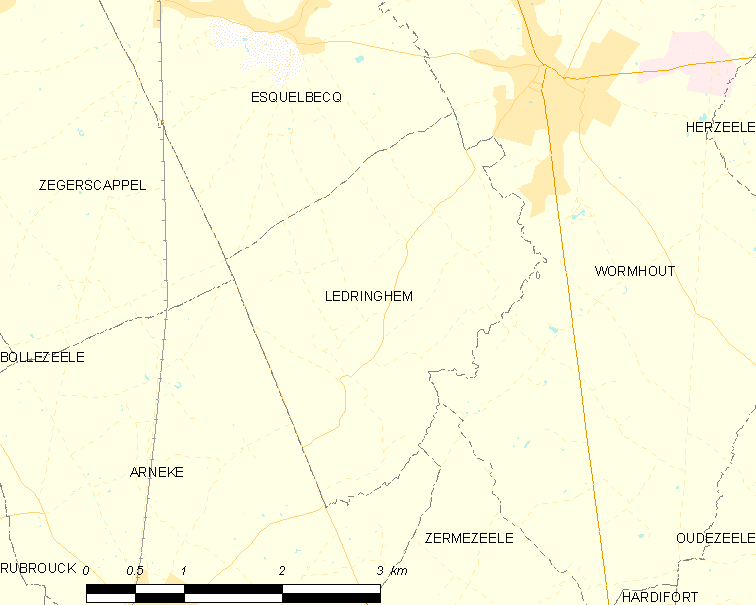
勒德兰盖姆的OSM定位图

## 行政
勒德兰盖姆的邮政编码为59470，INSEE市镇编码为59338。

## 政治
勒德兰盖姆所属的省级选区为沃尔穆特县。

## 人口

1962-2008年间勒德兰盖姆人口变化图示

勒德兰盖姆于2022年1月1日时的人口数量为618人。